# Кангрга, Милан
Милан Кангрга (1 мая 1923 — 25 апреля 2008) — хорватский и югославский философ, ведущий представитель школы праксиса.

## Биография
Родился в Загребе. В 1950 году закончил философский факультет Загребского университета. В 1953 году вступил в Союз коммунистов Югославии, но уже в следующем году был исключён после того, как заявил, что стал коммунистом под влиянием работ Мирослава Крлежи, который всё ещё не был реабилитирован. 
В 1962—1964 стажировался в Гейдельберге. В 1964 стал одним из учредителей журнала «Праксис». Основал Корчульскую летнюю школу. Будучи левым критиком титоизма с позиций самоуправленческого социализма, выступал и против несоциалистической оппозиции ему: Хорватскую весну принял холодно. С 1972 по 1993 профессор. Читал лекции в различных европейских университетах: в Праге, Будапеште, Москве, Киеве, Бонне, Мюнхене. Автор ряда книг.

## Философия
Исследуя марксистский термин революции, Кангрга отмечает, что её нельзя трактовать сугубо в политико-социальном ключе. Революция (Revolucija) — это «преображение мира» (хорв. izmjeni svijeta) и движущая «сила истории» (хорв. snaga povijesti). Революция — это не следствие социальных противоречий, но выражение самой «человеческой природы» (хорв. ljudska priroda), её «спонтанности»